# Observatori Astrofísic de Crimea
L'Observatori Astrofísic de Crimea està situat en la República de Crimea. L'observatori ha vingut publicant el Butlletí de l'Observatori Astrofísic de Crimea des de 1947, i en anglès des de 1977.
Es va crear en 1900 com a observatori privat al sud de la seva ubicació actual, prop de Simeiz en el municipi de Ialta al costat del mont Koixka. Aquestes instal·lacions encara tenen algun ús i es coneixen com a Observatori Astrofísic de Crimea-Simeiz. Després de ser destruït en la Segona Guerra Mundial, va ser reconstruït en 1948. Les instal·lacions estan situades des de llavors prop de Naúchni.
Després del col·lapse de la Unió Soviètica, va pertànyer a Ucraïna, si bé manté una estreta cooperació amb científics europeus i russos. La península es va adherir a Rússia al març de 2014, encara que no és reconegut per Ucraïna i part de la comunitat internacional.
Està equipat amb un telescopi Maksútov, dos telescopis reflectors amb 1,2 m i 2,6 m d'obertura, un coronògraf, dues torres de sol, un astrògraf doble de 40 cm i un radiotelescopi. En Naúchni es troba també l'Institut d'Astronomia a la Universitat de Moscou. La recerca se centra a les àrees de la física solar, els sistemes estel·lars binaris, la velocitat radial dels estels i els quásars.

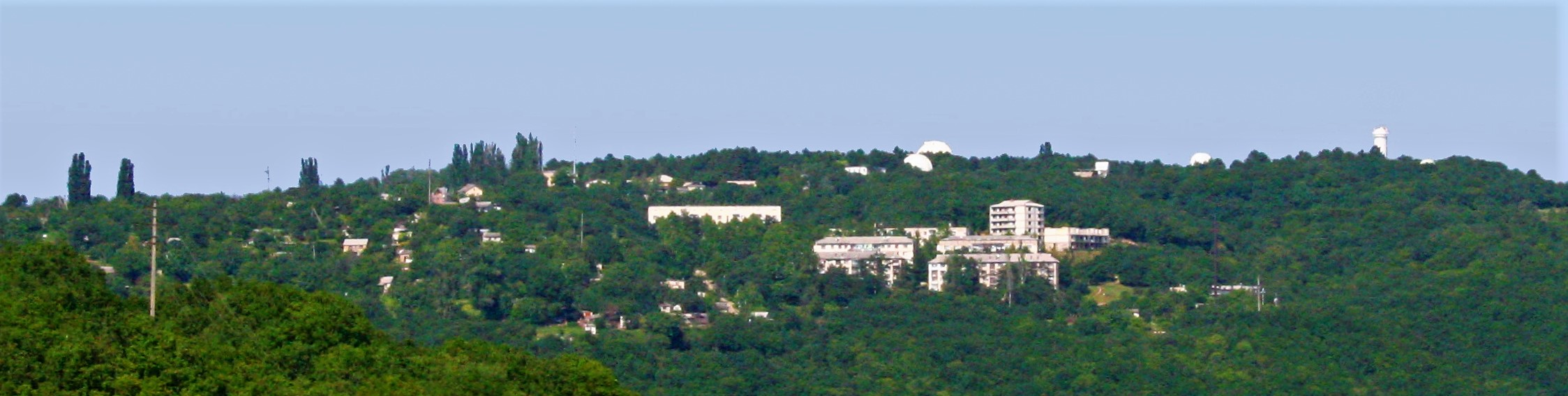
Vista panoràmica de l'observatori.